# Sheinwoodien
| Systeem                                 | Serie      | Etage        | Ouderdom (Ma) |
| --------------------------------------- | ---------- | ------------ | ------------- |
| Devoon                                  | Onder      | Lochkovien   | jonger        |
| Siluur                                  | Pridoli    | Pridoli      | 419,2–423,0   |
| Siluur                                  | Ludlow     | Ludfordien   | 423,0–425,6   |
| Siluur                                  | Ludlow     | Gorstien     | 425,6–427,4   |
| Siluur                                  | Wenlock    | Homerien     | 427,4–430,5   |
| Siluur                                  | Wenlock    | Sheinwoodien | 430,5–433,4   |
| Siluur                                  | Llandovery | Telychien    | 433,4–438,5   |
| Siluur                                  | Llandovery | Aeronien     | 438,5–440,8   |
| Siluur                                  | Llandovery | Rhuddanien   | 440,8–443,4   |
| Ordovicium                              | Boven      | Hirnantien   | ouder         |
| Indeling van het Siluur volgens de ICS. |            |              |               |

Het geologisch tijdperk Sheinwoodien (Vlaanderen: Sheinwoodiaan) is een tijdsnede in het Wenlock (een tijdvak in het Siluur). Het Sheinwoodien duurde van 433,4 ± 0,8 tot 430,5 ± 0,7 Ma. In de stratigrafie is het Sheinwoodien een etage met deze ouderdom. Het Sheinwoodien werd voorafgegaan door het Telychien en na (op) het Sheinwoodien komt het Homerien.

## Naamgeving en definitie
Het Sheinwoodien is genoemd naar het dorpje Sheinwood, ten noorden van Much Wenlock in Shropshire (Engeland). De naam werd ingevoerd door een groep Engelse geologen in 1975. De golden spike van het Sheinwoodien bevindt zich in Hughely Brook, 200 m ten zuidoosten van het gehucht Leasows en 500 m ten noordoosten van de kerk van Hughely (Apedale, Shropshire).
De basis van het Sheinwoodien (en daarmee de basis van het Wenlock) wordt gedefinieerd door het eerste voorkomen van de graptoliet Cyrtograptus centrifugus. De top ligt bij het eerste voorkomen van de graptoliet Cyrtograptus lundgreni.